# Escaphiella
Escaphiella is een geslacht van spinnen uit de  familie van de Oonopidae (dwergcelspinnen).

## Soorten
- Escaphiella acapulco Platnick & Dupérré, 2009
- Escaphiella aratau Platnick & Dupérré, 2009
- Escaphiella argentina (Birabén, 1954)
- Escaphiella bahia Platnick & Dupérré, 2009
- Escaphiella betin Platnick & Dupérré, 2009
- Escaphiella blumenau Platnick & Dupérré, 2009
- Escaphiella bolivar Platnick & Dupérré, 2009
- Escaphiella cachimbo Platnick & Dupérré, 2009
- Escaphiella catemaco Platnick & Dupérré, 2009
- Escaphiella chiapa Platnick & Dupérré, 2009
- Escaphiella cidades Platnick & Dupérré, 2009
- Escaphiella colima Platnick & Dupérré, 2009
- Escaphiella cristobal Platnick & Dupérré, 2009
- Escaphiella exlineae Platnick & Dupérré, 2009
- Escaphiella gertschi (Chickering, 1951)
- Escaphiella gigantea Platnick & Dupérré, 2009
- Escaphiella hespera (Chamberlin, 1924)
- Escaphiella hesperoides Platnick & Dupérré, 2009
- Escaphiella iguala (Gertsch & Davis, 1942)
- Escaphiella isabela Platnick & Dupérré, 2009
- Escaphiella itys (Simon, 1893)
- Escaphiella litoris (Chamberlin, 1924)
- Escaphiella maculosa Platnick & Dupérré, 2009
- Escaphiella magna Platnick & Dupérré, 2009
- Escaphiella morro Platnick & Dupérré, 2009
- Escaphiella nayarit Platnick & Dupérré, 2009
- Escaphiella nye Platnick & Dupérré, 2009
- Escaphiella ocoa Platnick & Dupérré, 2009
- Escaphiella olivacea Platnick & Dupérré, 2009
- Escaphiella peckorum Platnick & Dupérré, 2009
- Escaphiella pocone Platnick & Dupérré, 2009
- Escaphiella ramirezi Platnick & Dupérré, 2009
- Escaphiella schmidti (Reimoser, 1939)
- Escaphiella tayrona Platnick & Dupérré, 2009
- Escaphiella tonila Platnick & Dupérré, 2009
- Escaphiella viquezi Platnick & Dupérré, 2009